# Evil Ed
Evil Ed är en barnförbjuden svensk splatterfilm från 1995 i regi av Anders Jacobsson. Filmen handlar om den till en början godhjärtade Edward som arbetar som filmklippare. När han får övergå från kulturfilm till skräckfilm börjar det dock hända saker. Edward blir extremt besatt av filmerna han klipper och förvandlas till sitt alter ego, Evil Ed. Filmen är en satir över uppfattningen att folk blir våldsamma av att se på filmvåld. Anders Jacobsson och Göran Lundström menar att om det var sant skulle alla censorer bli komplett galna mördare eftersom de ser på våld dagarna i ända. 

## Handling
En förvirrad splatterfilmklippare på ett amerikanskt distributionsbolag spränger sig själv i luften när avdelningschefen Sam Campbell försöker ta sig in i hans låsta rum. Edward, en beskedlig redigerare på art film department, blir den döde klipparens ersättare. För att inte filmserien Loose Limbs ska bli totalförbjuden i Europa får Edward i uppgift att klippa bort de mest groteska scenerna. Han blir placerad i en villa utanför staden med filmer och ett klippbord. Hans enda kontakt med yttervärlden är telefonsamtalen med hustrun och filmleverantören Nick.
Edward är prydligheten personifierad. Han slaktar filmmaterialet till oigenkännlighet och avslutar varje arbetsdag med att lägga sina arbetsredskap på rad på klippbordet. Efter en tids intensivt arbete börjar han bli alltmer illa berörd av filmerna och ber förgäves Sam om att få bli befriad från uppdraget. Då han tvingas stanna kvar i sitt arbete, går han allt djupare in i en psykos vilket leder till att han börjar se syner: vanställda ansikten, avhuggna händer och Gremlin-liknande monster i kylskåpet.
När Sam kommer på besök en sen kväll mördar Edward honom. Mordet blir startskottet för Edwards nya liv: han blir Ed - Evil Ed. Han är övertygad om att han fått i uppdrag att utrota onda människor och går till attack mot ett par inbrottstjuvar som han bestialiskt lemlästar. En granne slår larm.
Samtidigt som Edwards hustru och dotter kommer till huset, anländer sjukhuspersonal som tar hand om honom. Han lyckas dock slita sig loss från sina vårdare på sjukhuset och mördar flera personer. En SWAT-styrka sätts in som Edward dock lyckas eliminera. Det blir till slut Nick som skjuter Edward till döds.

## Om filmen
Filmen är en uppenbar hyllning till den klassiska skräckfilmen The Evil Dead. Filmen är till stor del inspelad i det så kallade "Tummehuset" i Jakobsberg, Järfälla. 

## Rollista
| Roll                                    | Skådespelare         | Engelsk röst     |
| Edward "Evil Ed" Swanson                | Johan Rudebeck       | Jim Friedman     |
| Nick                                    | Per Löfberg          | John Thelin      |
| Sam Campbell                            | Olof Rhodin          | Greg Roberts     |
| Mel                                     | Camela Leierth       | Camela Leierth   |
| Barbara                                 | Cecilia Ljung        | Kara Killen      |
| SWAT-löjtnanten                         | Gert Fylking         | David B. Nerge   |
| Chef för kulturfilmsavdelningen         | Ulf Landergren       | Izzy Young       |
| Zip                                     | Dan Malmer           | Joey Seisay      |
| Crackhead                               | Kim Sulocki          | Tom Zimmerman    |
| Äldre grannkvinna                       | Gun Fors             | Marian Gräns     |
| Tom McClane                             | Michael Kallaanvaara | David B. Nerge   |
| Mördare i Loose Limbs-filmerna          | Vasa                 | Bill Moseley     |
| Vita demonen                            | Kelly Tainton        | Kelly Tainton    |
| Skådespelare i "Tillbaka till Årjäng"   | Christer Fant*       | Christer Fant*   |
| Skådespelerska i "Tillbaka till Årjäng" | Odile Nunes*         | Odile Nunes*     |
| Vakt på den psykiatriska avdelningen    | Sven-Erik Olsson     | Joachim Klatzkow |
| Den paranoide                           | Robert Dröse         | Joachim Klatzkow |

- * svenskt tal